# Park Falls
Park Falls est une ville américaine du Comté de Price, dans l'État du Wisconsin. 

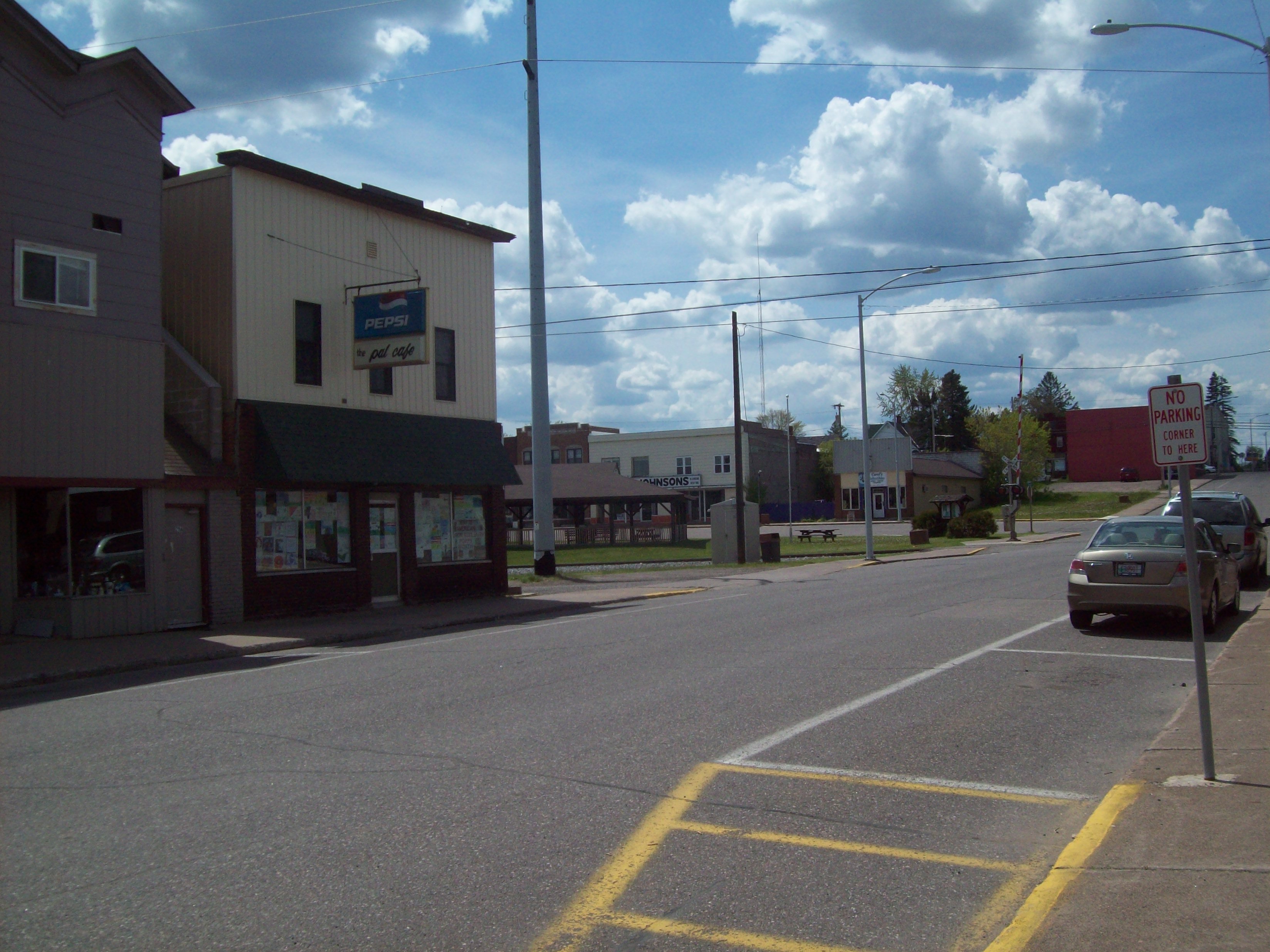

Au recensement de 2000, la population s'élevait à 2793 personnes.
Le Bureau du recensement des États-Unis indique une superficie de 9,8 km2 pour Park Falls.
Park Falls est situé à proximité de la forêt nationale  de Chequamegon-Nicolet qui est une forêt fédérale protégée dans l'État du Wisconsin.
Une des sources de la rivière Flambeau traverse la ville de Park Falls.